# Luxemburger Basketballpokal
Der Luxemburger Basketballpokal (französisch Coupe de Luxembourg) ist der nationale Pokalwettbewerb für Vereinsmannschaften des luxemburgischen Basketballverbands FLBB (Fédération Luxembourgeoise de Basketball). Dieser Wettbewerb wird seit der Saison 1934/35 ausgespielt.